# Volo Caspian Airlines 6936
Il volo Caspian Airlines 6936 era un volo di linea passeggeri nazionale da Teheran a Mahshahr, in Iran. Il 27 gennaio 2020, un McDonnell Douglas MD-83 operante la rotta è uscito di pista durante l'atterraggio all'aeroporto di Mahshahr, finendo in un'autostrada. Tutte le 144 persone a bordo sono sopravvissute, in due sono rimaste lievemente ferite.

## L'aereo
Il velivolo coinvolto era un McDonnell Douglas MD-83, registrato EP-CPZ, numero di serie 53464. Volò per la prima volta nel 1994 e prestò servizio con diverse compagnie aeree prima di essere ceduto a Caspian Airlines nel 2012. Era spinto da 2 motori turboventola PW JT8D-219. Al momento dell'incidente, l'aereo aveva circa 26 anni.

## L'equipaggio
Il comandante che pilotava l'aereo era un uomo di 64 anni con 18 430 ore di esperienza di volo, di cui 7 759 su MD-80. Il primo ufficiale che monitorava gli strumenti era un 28enne con 300 ore di esperienza di volo totali, delle quali 124 su MD-80.

## L'incidente
Il volo 6936 è partito da Teheran alle 06:35 ora locale (02:05 UTC ) ed è atterrato all'aeroporto di Mahshahr alle 07:50. Il velivolo ha toccato terra con la sezione anteriore del carrello di atterraggio a una velocità di 171 nodi (317 km/h), ben oltre la velocità a cui avrebbe dovuto volare (131 nodi (243 km/h)), oltrepassando la pista durante l'atterraggio e finendo sull'autostrada Mahshahr-Sarbandar, 170 metri (560 ft) oltre l'aeroporto. Tutte le 144 persone a bordo, di cui 135 passeggeri e 9 membri dell'equipaggio, sono sopravvissute. Il carrello d'atterraggio dell'aeromobile è collassato durante l'uscita dalla pista. Due persone sono rimaste ferite. Un testimone ha riferito che il carrello del velivolo non sembrava essere completamente abbassato durante l'avvicinamento.
Il capo dell'autorità aeronautica della provincia del Khuzestan ha dichiarato che l'aereo era atterrato lungo sulla pista, 1 695 metri (5 561 ft) oltre la testata e con soli 1 000 metri (3 300 ft) rimanenti, oltrepassandola. Durante l'avvicinamento, il Ground Proximity Warning System aveva avvisato i piloti con vari allarmi che il loro rateo di discesa era troppo elevato ("SINK RATE"), cioè che si stavano abbassando troppo velocemente, indicandogli dunque di sollevare il muso dell'aereo ("PULL UP").

## Le indagini
L'organizzazione per l'aviazione civile dell'Iran ha subito aperto un'indagine sull'incidente.
Nel final report, pubblicato il 1º settembre 2020 dal CAO.IRI, vengono riportate come cause:
- un carente processo decisionale che ha portato all'accettazione del rischio di un atterraggio ad una velocità più elevata del normale;
- un avvicinamento non stabilizzato rispetto al normale profilo di volo;
- una carente gestione delle risorse dell'equipaggio;
- la decisione di non effettuare una riattaccata durante l'esecuzione di un avvicinamento non stabilizzato.

Vengono indicati come fattori contribuenti:
- il caricamento di 5 tonnellate di carburante extra, che hanno aumentato la distanza di atterraggio richiesta;
- la decisione di effettuare un atterraggio sulla pista 13 con vento in coda;
- l'incapacità del copilota di prendere il controllo del velivolo e di iniziare le procedure per una riattaccata.